# VfL Schildesche
Der VfL Schildesche (vollständiger Name: Verein für Leibesübungen Schildesche von 1897 e.V.) ist ein Sportverein aus dem Bielefelder Stadtteil Schildesche. Die erste Fußballmannschaft spielt seit dem Aufstieg im Jahre 2022 in der Kreisliga A. In der Saison 1949/50 spielte der Verein ein Jahr in der höchsten westfälischen Amateurliga. 

## Geschichte

### Strukturelle Entwicklung
Der Verein wurde im Mai 1897 als Arbeiterturnverein Deutsche Eiche Schildesche gegründet. Dieser trat im Jahre 1904 dem Arbeiterturnerbund bei. Ein Jahr später spaltete sich die Turngemeinde Schildesche ab. Im Jahre 1912 wurde eine Fußballabteilung gegründet. Nach dem Ersten Weltkrieg wurde im Jahre 1919 der Vereinsname in Freie Turnerschaft Schildesche geändert. Mit der Machtübernahme der Nationalsozialisten im Jahre 1933 wurde die Freie Turnerschaft verboten und aufgelöst. Die Mitglieder schlossen sich dem im Jahre 1913 gegründeten Verein SV Schildesche an, der auch als SpVgg Schildesche bekannt ist. Nach dem Ende des Zweiten Weltkrieges wurde der heutige VfL Schildesche als gemeinsamer Nachfolgeverein der SpVgg und der Turngemeinde Schildesche gegründet. Die Turngemeinde Schildesche spaltete sich im Jahre 1950 wieder vom VfL ab.
 Die Fußballer der Freien Turnerschaft Schildesche traten unter dem Namen Vorwärts Schildesche an und nahmen ab dem Jahre 1920 am Spielbetrieb des Arbeiter-Turn- und Sportbundes teil. In den Jahren 1922, 1925 1926 und 1930 wurde Vorwärts Schildesche Meister des Bezirks Bielefeld. Nach dem erzwungenen Zusammenschluss gelang im Jahre 1935 der Aufstieg in die zweitklassige Bezirksklasse, die auch als Gauklasse bekannt war. Größter Erfolg war der vierte Platz in der Saison 1936/37. Neben Fußball umfasst der VfL Schildesche noch eine Laufgruppe, eine Wandergruppe und eine Schwimmabteilung. In früheren Zeiten gab es noch die Abteilungen Gymnastik, Theater, Tischtennis und Turnen.

### Sportlicher Werdegang
Der VfL spielte ab 1945 zunächst mit mäßigem Erfolg in der Bezirksklasse Bielefeld und wurde im Jahre 1949 Meister mit einem Punkt Vorsprung auf den TBV Lemgo und den SV Brackwede. Als Zweiter der Aufstiegsrunde hinter dem SV Sodingen erreichten die Schildescher die Landesliga, die damals die höchste Amateurliga in Westfalen war. Trotz eines zwölften Platzes musste die Mannschaft absteigen, da die Landesliga von einer zweigleisigen in eine eingleisige Spielklasse umgewandelt wurde. Dabei hatte der VfL ebenso wie SuS 13 Recklinghausen den schlechteren Torquotienten gegenüber Teutonia Lippstadt. Darüber hinaus scheiterten die Schildescher an ihrer Heimschwäche, da sie neun ihrer 13 Saisonniederlage auf eigenem Platz hinnehmen mussten, darunter ein 0:8 gegen den SC Hassel. Zwei Jahre später wurden die Schildescher Vorletzter in der 2. Landesliga Ost und mussten in die Bezirksklasse absteigen. Im Jahre 1953 wäre der VfL beinahe in die Kreisklasse durchgereicht worden, konnte dies aber durch einen 6:2-Sieg im Entscheidungsspiel gegen den SV Avenwedde verhindern.
Erst 1957 gelang nach zwei dritten Plätzen die Rückkehr in die nunmehr viertklassige Landesliga unter Trainer Hans Sachs. Sportliche Höhepunkten waren die vierten Plätze in den Jahren 1963 und 1968 sowie die knappe 2:3-Niederlage nach Verlängerung im Westdeutschen Pokal 1958 gegen Preußen Münster vor über 2000 Zuschauern. Im Jahre 1964 ging es nach einer 0:1-Entscheidungsspielniederlage gegen den TuS Brake/Lippe im neutralen Oerlinghausen wieder zurück in die Bezirksklasse. Der direkte Wiederaufstieg wurde verpasst. Das Entscheidungsspiel gegen die punktgleiche DJK Gütersloh wurde im neutralen Stadion Brackwede mit 2:5 verloren. Erst 1967 gelang die Rückkehr in die Landesliga, wo der VfL auf Anhieb Vierter wurde. 1972 stiegen die Schildescher erneut ab. Die Mannschaft beendete die Saison punktgleich mit TuRa Löhne und SuS Herford. Die angesetzte Entscheidungsrunde endete in einem Patt, da alle drei Mannschaften jeweils ein Spiel gewinnen konnten und die Tordifferenz nicht zählte. Die Runde wiederholt und weil die Schildescher beide Spiele verloren folgte der Abstieg. Es folgten mehrere Jahre in der Bezirksliga, wo die zwischenzeitlich von Ex-Profis wie Ernst Kuster und Bernd Spiekerkötter trainierten Schildescher zwischen 1974 und 1977 viermal in Folge Dritter wurden. 
Im Jahre 1981 stieg die Mannschaft in die Kreisliga A ab. Zwischen 1989 und 1994 sowie von 1998 bis 2002 spielte der VfL nochmal in der Bezirksliga. Im Jahre 2000 verpasste die von Heiko Meier trainierte als Vizemeister hinter der TSG Harsewinkel den Aufstieg in die Landesliga. Im Jahre 2014 verpasste der VfL als Vizemeister hinter dem SC Bielefeld 04/26 den Bezirksligaaufstieg. Zwei Jahre später musste die Mannschaft aufgrund der schlechteren Tordifferenz gegenüber dem SV Gadderbaum in die Kreisliga B absteigen und wurde dort 2017 Vizemeister hinter dem SC Babenhausen. Im Jahre 2022 gelang der Wiederaufstieg in die Kreisliga A.

### Frauenfußball
Die Abteilung Frauenfußball wurde im Jahre 1980 gegründet. Auf Anhieb gelang der Mannschaft der Aufstieg in die Bezirksliga, die bis 1988 gehalten werden konnte. Erst 1992 gelang der Wiederaufstieg in die Bezirksliga, dem 1998 der Sprung in die Landesliga folgte. Zwei Jahre später stieg das Team wieder in die Bezirksliga ab und musste 2004 in die Kreisliga absteigen. Fünf Jahre später ging es wieder rauf in die Bezirksliga, wo im Jahre 2017 der Abstieg folgte. Der Mannschaft gelang daraufhin der direkte Wiederaufstieg.

## Stadion

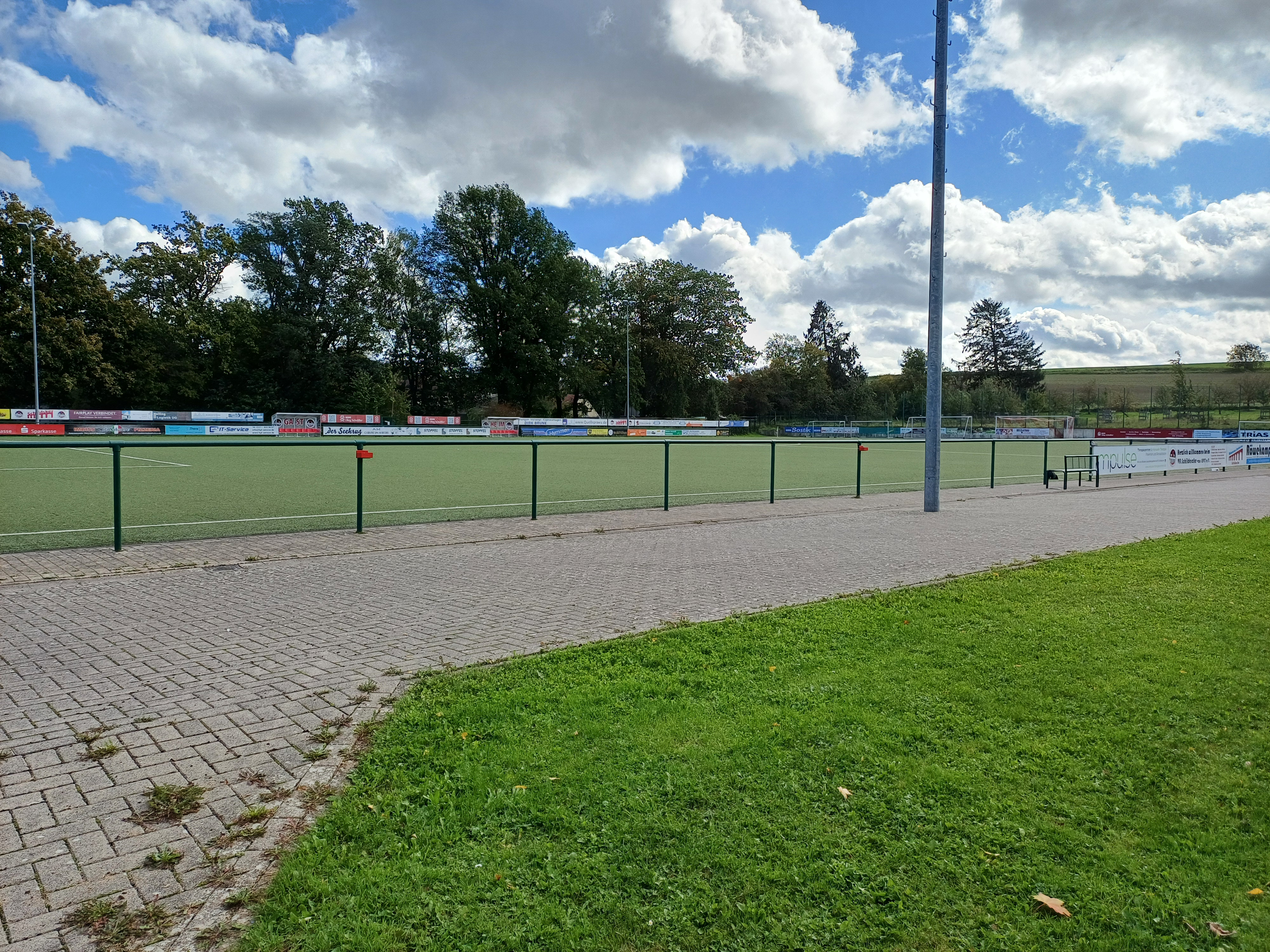
Röwekamp-Sportarena

Heimspielstätte ist seit 2004 die Röwekamp-Sportarena. Der Sportplatz war zuvor als Sportplatz am Viadukt bekannt und hat eine Spielfläche aus Kunstrasen. Der Sportplatz befindet sich im Osten von Schildesche an der Talbrückenstraßen in unmittelbarer Nähe des Schildescher Viadukts und der Westseite des Bielefelder Obersees. Die Anlage wurde mit Hilfe eines Investors Anfang der 2000er Jahre gebaut. Neben dem Sportplatz befindet sich noch das Vereinsheim.
Die ersten Spiele wurden in den 1910er Jahren auf dem Marktplatz an der Beckhausstraße ausgetragen. Im Jahre 1920 übernahm der Verein vom VfB 03 Bielefeld den Sportplatz Theesen-Süd, bevor sechs Jahre später der Sportplatz am Johannisbach bezogen wurde. Hierbei handelte es sich um einen Ascheplatz mit wenig Naturrasen an den Seitenauslinien. In den 1990er Jahren stellte sich heraus, dass der Aschebelag mit Dioxin belastet war, woraufhin der Belag ausgetauscht wurde. Der alte Platz am Johannesbach wurde abgetragen und mit Wohnungen bebaut.

## Statistik

### Erfolge
- Meister der Bezirksklasse: 1949, 1957 (Gruppe 1), 1967 (Gruppe 2)
- Meister der Kreisliga Bielefeld A2: 1989, 1998
- Bielefelder Bezirksmeister des ATSB: 1922, 1925, 1926 (als Freie Turnerschaft bzw. Vorwärts)

### Saisonbilanzen
Grün unterlegte Platzierungen kennzeichnen einen Aufstieg während rot unterlegte Platzierungen auf Abstiege hinweisen.
| Saisonbilanzen 1945 bis 1985 | Saisonbilanzen 1945 bis 1985 | Saisonbilanzen 1945 bis 1985 | Saisonbilanzen 1945 bis 1985 | Saisonbilanzen 1945 bis 1985 | Saisonbilanzen 1945 bis 1985 |
| Saison                       | Liga                         | Level                        | Platz                        | Tore                         | Punkte                       |
| ---------------------------- | ---------------------------- | ---------------------------- | ---------------------------- | ---------------------------- | ---------------------------- |
| 1945/46                      | Bezirksklasse, Gr. 1         | II                           | 08.                          | 041:53                       | 19:21                        |
| 1946/47                      | Bezirksklasse, Gr. 1         | II                           | 07.                          | 026:32                       | 14:20                        |
| 1947/48                      | Bezirksklasse, Gr. 1         | III                          | 07.                          | 052:44                       | 21:23                        |
| 1948/49                      | Bezirksklasse, Gr. 1         | III                          | 01.                          | 062:29                       | 36:12                        |
| 1949/50                      | Landesliga, Gr. 1            | III                          | 12.                          | 049:59                       | 29:31                        |
| 1950/51                      | 2. Landesliga, Gr. 2         | IV                           | 09.                          | 042:60                       | 22:30                        |
| 1951/52                      | 2. Landesliga, Gr. 2         | IV                           | 14.                          | 032:77                       | 19:37                        |
| 1952/53                      | Bezirksklasse, Gr. 1         | IV                           | 13.                          | 048:77                       | 24:36                        |
| 1953/54                      | Bezirksklasse, Gr. 1         | IV                           | 08.                          | 062:62                       | 33:31                        |
| 1954/55                      | Bezirksklasse, Gr. 1         | IV                           | 03.                          | 081:53                       | 44:20                        |
| 1955/56                      | Bezirksklasse, Gr. 1         | IV                           | 03.                          | 075:40                       | 36:16                        |
| 1956/57                      | Bezirksklasse, Gr. 1         | V                            | 01.                          | 092:24                       | 47:09                        |
| 1957/58                      | Landesliga, Gr. 1            | IV                           | 07.                          | 056:52                       | 27:29                        |
| 1958/59                      | Landesliga, Gr. 1            | IV                           | 07.                          | 045:44                       | 31:25                        |
| 1959/60                      | Landesliga, Gr. 1            | IV                           | 09.                          | 043:43                       | 28:32                        |
| 1960/61                      | Landesliga, Gr. 1            | IV                           | 05.                          | 074:54                       | 40:24                        |
| 1961/62                      | Landesliga, Gr. 1            | IV                           | 07.                          | 074:64                       | 32:32                        |
| 1962/63                      | Landesliga, Gr. 1            | IV                           | 04.                          | 046:35                       | 37:23                        |
| 1963/64                      | Landesliga, Gr. 1            | IV                           | 14.                          | 031:42                       | 25:35                        |
| 1964/65                      | Bezirksklasse, Gr. 2         | V                            | 02.                          | 078:23                       | 47:13                        |
| 1965/66                      | Bezirksklasse, Gr. 2         | V                            | 03.                          | 100:50                       | 47:17                        |
| 1966/67                      | Bezirksklasse, Gr. 2         | V                            | 01.                          | 066:34                       | 41:15                        |
| 1967/68                      | Landesliga, Gr. 1            | IV                           | 04.                          | 050:34                       | 36:24                        |
| 1968/69                      | Landesliga, Gr. 1            | IV                           | 11.                          | 049:53                       | 28:32                        |
| 1969/70                      | Landesliga, Gr. 1            | IV                           | 07.                          | 042:38                       | 30:30                        |
| 1970/71                      | Landesliga, Gr. 1            | IV                           | 11.                          | 035:33                       | 28:32                        |
| 1971/72                      | Landesliga, Gr. 1            | IV                           | 14.                          | 028:44                       | 26:34                        |
| 1972/73                      | Bezirksklasse, Gr. 2         | V                            | 07.                          | 051:38                       | 33:27                        |
| 1973/74                      | Bezirksklasse, Gr. 2         | V                            | 03.                          | 045:19                       | 37:19                        |
| 1974/75                      | Bezirksklasse, Gr. 2         | V                            | 03.                          | 044:23                       | 38:18                        |
| 1975/76                      | Bezirksklasse, Gr. 2         | V                            | 03.                          | 051:26                       | 41:19                        |
| 1976/77                      | Bezirksklasse, Gr. 2         | V                            | 03.                          | 052:41                       | 36:24                        |
| 1977/78                      | Bezirksklasse, Gr. 2         | V                            | 10.                          | 055:45                       | 29:31                        |
| 1978/79                      | Bezirksliga, Gr. 2           | VI                           | 10.                          | 053:46                       | 26:34                        |
| 1979/80                      | Bezirksliga, Gr. 2           | VI                           | 11.                          | 054:56                       | 29:31                        |
| 1980/81                      | Bezirksliga, Gr. 2           | VI                           | 16.                          | 042:93                       | 14:46                        |
| 1981/82                      | Kreisliga A, Gr. 2           | VII                          | 07.                          | :                            | 30:30                        |
| 1982/83                      | Kreisliga A, Gr. 2           | VII                          | 09.                          | :                            | 25:35                        |
| 1983/84                      | Kreisliga A, Gr. 2           | VII                          | 07.                          | :                            | 32:28                        |
| 1984/85                      | Kreisliga A, Gr. 2           | VII                          | 04.                          | :                            | 34:26                        |

| Saisonbilanzen seit 1985 | Saisonbilanzen seit 1985 | Saisonbilanzen seit 1985 | Saisonbilanzen seit 1985 | Saisonbilanzen seit 1985 | Saisonbilanzen seit 1985 |
| Saison                   | Liga                     | Level                    | Platz                    | Tore                     | Punkte                   |
| ------------------------ | ------------------------ | ------------------------ | ------------------------ | ------------------------ | ------------------------ |
| 1985/86                  | Kreisliga A, Gr. 2       | VII                      | 13.                      | :                        | 23:37                    |
| 1986/87                  | Kreisliga A, Gr. 2       | VII                      | 03.                      | :                        | 41:19                    |
| 1987/88                  | Kreisliga A, Gr. 2       | VII                      | 02.                      | :                        | 41:19                    |
| 1988/89                  | Kreisliga A, Gr. 2       | VII                      | 01.                      | :                        | 46:14                    |
| 1989/90                  | Bezirksliga, Gr. 2       | VI                       | 12.                      | 036:48                   | 26:34                    |
| 1990/91                  | Bezirksliga, Gr. 2       | VI                       | 13.                      | 035:48                   | 27:33                    |
| 1991/92                  | Bezirksliga, Gr. 2       | VI                       | 12.                      | 025:42                   | 25:35                    |
| 1992/93                  | Bezirksliga, Gr. 2       | VI                       | 08.                      | 034:39                   | 28:32                    |
| 1993/94                  | Bezirksliga, Gr. 2       | VI                       | 03.                      | 073:49                   | 39:21                    |
| 1994/95                  | Bezirksliga, Gr. 2       | VII                      | 14.                      | 036:58                   | 21:35                    |
| 1995/96                  | Kreisliga A, Gr. 2       | VIII                     | 02.                      | :                        | 61                       |
| 1996/97                  | Kreisliga A, Gr. 2       | VIII                     | 02.                      | :                        | 72                       |
| 1997/98                  | Kreisliga A, Gr. 2       | VIII                     | 01.                      | :                        | 75                       |
| 1998/99                  | Bezirksliga, Gr. 2       | VII                      | 03.                      | 067:40                   | 52                       |
| 1999/00                  | Bezirksliga, Gr. 2       | VII                      | 02.                      | 068:38                   | 56                       |
| 2000/01                  | Bezirksliga, Gr. 2       | VII                      | 13.                      | 043:65                   | 35                       |
| 2001/02                  | Bezirksliga, Gr. 2       | VI                       | 15.                      | 029:73                   | 15                       |
| 2002/03                  | Kreisliga A              | VIII                     | 10.                      | :                        | 39                       |
| 2003/04                  | Kreisliga A              | VIII                     | 04.                      | 048:35                   | 55                       |
| 2004/05                  | Kreisliga A              | VIII                     | 07.                      | 054:49                   | 45                       |
| 2005/06                  | Kreisliga A              | VIII                     | 09.                      | 054:49                   | 35                       |
| 2006/07                  | Kreisliga A              | VIII                     | 06.                      | 059:66                   | 44                       |
| 2007/08                  | Kreisliga A              | VIII                     | 08.                      | 068:67                   | 39                       |
| 2008/09                  | Kreisliga A              | IX                       | 06.                      | 060:47                   | 39                       |
| 2009/10                  | Kreisliga A              | IX                       | 05.                      | 076:57                   | 52                       |
| 2010/11                  | Kreisliga A              | IX                       | 12.                      | 060:69                   | 36                       |
| 2011/12                  | Kreisliga A              | IX                       | 05.                      | 076:57                   | 52                       |
| 2012/13                  | Kreisliga A              | IX                       | 10.                      | 054:59                   | 38                       |
| 2013/14                  | Kreisliga A              | IX                       | 02.                      | 073:45                   | 68                       |
| 2014/15                  | Kreisliga A              | IX                       | 08.                      | 062:51                   | 41                       |
| 2015/16                  | Kreisliga A              | IX                       | 14.                      | 046:86                   | 30                       |
| 2016/17                  | Kreisliga B, Gr. 2       | X                        | 02.                      | 076:43                   | 60                       |
| 2017/18                  | Kreisliga B, Gr. 1       | X                        | 03.                      | 085:46                   | 64                       |
| 2018/19                  | Kreisliga B, Gr. 2       | X                        | 08.                      | 068:75                   | 48                       |
| 2019/20                  | Kreisliga B, Gr. 2       | X                        | 03.                      | 047:31                   | 1,83                     |
| 2020/21                  | Kreisliga B, Gr. 2       | X                        | Saison annulliert        | Saison annulliert        | Saison annulliert        |
| 2021/22                  | Kreisliga B, Gr. 1       | X                        | 01.                      | 124:24                   | 82                       |
| 2022/23                  | Kreisliga A              | IX                       | 05.                      | 082:46                   | 59                       |
| 2023/24                  | Kreisliga A              | IX                       | 09.                      | 073:59                   | 40                       |
| 2024/25                  | Kreisliga A              | IX                       | 07.                      | 061:48                   | 44                       |

## Persönlichkeiten
- Nils Fischer, wurde Bundesligaspieler bei Arminia Bielefeld
- Serhat Kot, wurde Süper-Lig-Spieler bei Fenerbahçe Istanbul
- Ernst Kuster, war Bundesligaspieler bei Arminia Bielefeld
- Heiko Meier, war Bundesligaspieler bei Arminia Bielefeld
- Willi Nolting, wurde Oberligaspieler (damals erstklassig) bei Arminia Bielefeld
- Bernd Spiekerkötter, war Regionalligaspieler (damals zweitklassig) beim VfL Osnabrück und Preußen Münster
- Mike Schürmann, wurde Zweitligaspieler bei Arminia Bielefeld und Rot-Weiss Essen
- Friedel Tiekötter, wurde Oberligaspieler (damals erstklassig) beim VfL Osnabrück
- Christian Wieczorek, wurde Erstligaspieler in der Schweiz beim FC Vaduz